# Halmenus cuspidatus
Halmenus cuspidatus är en insektsart som beskrevs av Robert Evans Snodgrass 1902. Halmenus cuspidatus ingår i släktet Halmenus och familjen gräshoppor. Inga underarter finns listade i Catalogue of Life.